# Glypta momoii
Glypta momoii là một loài tò vò trong họ Ichneumonidae.